# Анна Гопкін
Анна Гопкін (англ. Anna Hopkin, 26 квітня 1996) — британська плавчиня.
Чемпіонка Європи з водних видів спорту 2020 року, призерка 2019 року.
Призерка Ігор Співдружності 2018 року.